# 1933年フランクリン・ルーズベルト大統領就任式

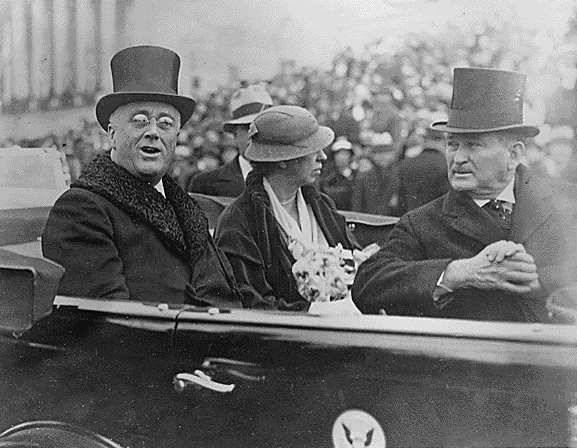
ルーズベルトとその妻のエレノア、ジョセフ・ロビンソン上院議員。

第32代アメリカ合衆国大統領のフランクリン・D・ルーズベルトの1回目の就任式は、1933年3月4日木曜日にワシントンD.C.のアメリカ合衆国議会議事堂のイーストポルティコで行われた。これは37回目となる大統領就任式であり、大統領のフランクリン・D・ルーズベルトと副大統領のジョン・ナンス・ガーナーの1期目の始まりとなった。
この年の初めに批准された憲法修正第20条により大統領就任日は1月20日に変更されたため、3月4日に正式な就任式が行われたのは今回が最後となった。その結果、ルーズベルト（とガーナー）の1期目は通常の任期より43日短いものとなった。また副大統領が上院議場で宣誓したのもこれが最後である。
この就任式は1932年の大統領選挙で民主党のルーズベルトが現職の共和党のハーバート・フーヴァーを破ったことで行われた。世界恐慌の最中でルーズベルトの就任演説は大きく待ち望まれており、複数のラジオ局で全米に放送され、数千万のアメリカ国民に聴かれ、危機に対応するためのルーズベルトの緊急の取り組みのきっかけとなった。
大統領就任宣誓は最高裁判所長官のチャールズ・エヴァンズ・ヒューズにより執り行われた。ルーズベルトはモーニングコートとストライプのズボンを着用して就任式に臨み、家庭用聖書のコリントの信徒への手紙一13章を開いて宣誓した。これは1686年にオランダ語で出版されたものであり、就任式で使用された聖書としては最古で、また唯一の英語でない聖書である。またルーズベルトはこの聖書を1929年と1931年のニューヨーク州知事就任式でも使用し、更にこの後3度の大統領就任式でも使用している。

## 就任演説
ルーズベルトは1883語で20分に及ぶ就任演説を行った。この演説は冒頭の1行でソローの言葉を借りて「恐怖そのもの」（"fear itself"）に言及していることで有名である:
まず私の確固たる信念を主張させてもらうと、我々が恐れなければならない唯一のものは恐怖そのものである。名状し難く、理不尽で、不当な恐怖は後退を前進に転じさせるのに必要な努力を麻痺させるのだ。我々の国民生活の暗黒の時を迎える中、率直さと活力に満ちた指導者は勝利に不可欠な国民の理解と支持を得ることが出来た。そして私はこの重要な日にあなた方が再び指導者を支持してくれることを確信している。
ルーズベルトは演説の中で世界恐慌に対処する自身の計画に協力するようアメリカ国民と議会の説得を試みた。
ルーズベルトは経済危機の原因とその道徳的側面に言及し、以下の抜粋に見られるように銀行家や実業家の貪欲さと近視眼的な発想に真っ向から責任を置いた:
...財貨の取引の支配する者は自らの頑固さと無能さ故に失敗し、その失敗を認めて退いてしまった。不謹慎な金融屋の行為は世論からの裁きを受け、人々の心と精神によって拒絶された。

（中略）
金融屋は文明の神殿の高位から逃げ出した。我々は今、その神殿を古の本質に戻すことが出来る。復元の程度は単なる金銭的利益よりも崇高な社会的価値をどこまで重視するかにかかっている。
（中略）
物質的な豊かさを成功の尺度とするのは誤りであると気付くことは、公職や高い政治的地位が優位性や個人的利益の基準によってのみ評価されるべきであるという誤った認識を棄てることへと繋がり、そしてあまりに頻繁に厳粛な信託に無慈悲で利己的な不正行為の様相を呈してきた銀行や企業の行為に終止符を打たねばならない。

だが復興のためには倫理観の確変だけでは不十分である。国は行動を求めており、そして今行動しなければならない。

就任式の日のフーヴァーとルーズベルト。

続いてルーズベルトは就任時に25%という驚異的な水準に達していた失業問題に目を向け、次のように述べている:
...産業界の枯葉は至る所に散らばり、農家は自分の生産物の市場を見つけられず、何千もの家庭が長年の貯蓄を失っている。

さらに重要なことは、多くの失業者が生存すら厳しいという状況に直面しており、同様に多くの人々が低賃金労働に従事していることだ。今の暗い現実を否定できるのは愚かな楽観主義者だけだ。
（中略）
我々の最大の課題は人々に職を与えることだ。これは懸命かつ勇敢に立ち向かえば解決できない問題ではない。
（中略）

救済の方法は多いが、単なる話し合いだけでは決して助けられない。我々は行動に移り、そして迅速に動かねばならない。
外交関係に簡単に触れた後、ルーズベルトは「善き隣人の政策、すなわち自分自身を断固として尊重し、それゆえに他人の権利を尊重する政策」として再び経済危機に目を向け、迅速かつ断固とした態度での行動を国民に約束した:
私は憲法上の義務として危機に瀕した世界の中で危機に瀕した国家が必要とする措置を勧告する用意がある。これらの措置、あるいは議会がその経験と知恵から構築するその他の措置を私は憲法上の権限の範囲内で迅速に採用するよう務めるものとする。

しかし議会がこれら2つの道のいずれかも採らず、国家的緊急事態が依然として深刻である場合、私はその時突きつけられている明確な義務の道から逃げ出すことはしない。私はこの危機に対処するために残された唯一の手段を議会に求める。我々が実際に外国の敵に侵略された場合に私に与えられるはずの権限と同様の、緊急事態との戦いを行うための幅広い行政権のことだ。

### 修辞的側面
この演説はルーズベルトの多くの演説と同様に側近のレイモンド・モーリーが作成した。ルーズベルトの来たるべき仕事を戦争の指揮に例えるという考えはモーリーの発案である。

## 就任舞踏会
ルーズベルトの妻のエレノアはサリー・ミルグリムがデザインした水色のドレスを着て就任舞踏会に出席した。このドレスはその後、スミソニアン博物館に展示された。

## 余波
就任の翌日、ルーズベルトは臨時国会を開いて4日間の銀行休業を宣言し、3月9日には銀行営業再開のための仕組みを定めた緊急銀行法に署名した。ルーズベルトはその後もニューディールの最初の100日間と呼ばれる政策を続けた。

## 関連文献
- Houck, Davis W. & Nocasian, Mihaela. “FDR's First Inaugural Address: Text, Context, and Reception”. Rhetoric and Public Affairs 5 (4):  649–678. ISSN 1094-8392. JSTOR 41940292.